# Világjátékok
A Világjátékok egy nemzetközi multisportesemény, melyet négyévente rendeznek meg a nyári olimpiai játékokat követő első évben. A játékok programja mindössze 11 nap leforgása alatt zajlik le. A Világjátékok Nemzetközi Szövetsége (IWGA) szervezésében levő világesemény olyan sportágakat tartalmaz, amelyek nem szerepelnek az olimpiai programban.
Néhány sportág, amelyek korábban a Világjátékok programján szerepeltek (például triatlon) ma már az olimpián is szerepelnek. Sok olyan sportág is alkotja a Világjátékok programját, melyek egykoron az olimpián is szerepeltek. Az eseményt a Nemzetközi Olimpiai Bizottság (IOC) is támogatja.

## Története
1981-ben 12 nemzetközi szövetség kezdeményezésére létrehozták a Világjátékok Nemzetközi Szövetségét. Az ezt követő évben már megrendezték az 1. Világjátékokat Santa Clarában, az Egyesült Államokban. A világesemény 18 sportot tartalmazott, és 34 nemzet 1265 versenyzője vett részt rajta. Az olimpiai programban több alapítósportág is szerepel, ilyen a taekwondo, a tollaslabda, a triatlon és a baseball. A 2001. évi Világjátékokon Akitában már 93 nemzet 3200 sportolója vett részt. A 2013-as Világjátékokon Caliban már 31 sportág szerepelt.

## Sportágak
| Művészi sportok és tánc | Labdajátékok    | Labdajátékok     | Harcművészet | Precíziós sportok   | Erősségi sportok | Trendsportok        | Trendsportok        |
| ----------------------- | --------------- | ---------------- | ------------ | ------------------- | ---------------- | ------------------- | ------------------- |
| akrobatikus torna       | strandkézilabda | softball         | aikido       | biliárd             | kötélhúzás       | siklóernyőzés       | tájfutás            |
| aerobic                 | fistball        | squash           | karate       | golyósport          | erőemelés        | ejtőernyőzés        | inline-hoki         |
| tánc                    | kajakpóló       | futsal           | vusu         | bowling             |                  | kajak-kenu marathon | görkorcsolya sprint |
| trambulin               | raketball       | strandlabdarúgás | ju-jitsu     | terepíjászat        | duatlon          | hegymászás          |                     |
| művészi görkorcsolya    | korfball        | hetes rögbi      | sumo         |                     | ultimate         | búvárúszás          |                     |
| ritmikus gimnasztika    |                 |                  |              | élet- és vízimentés | vízisielés       |                     |                     |

## A magyar csapat szereplése
Magyarország a 2022-es Világjátékokig bezárólag eddig összesen 31 arany-, 28 ezüst- és 29 bronzérmet szerzett. Ezzel a teljesítménnyel hazánk a 18. helyen áll a Világjátékok összesített éremtáblázatán.

## A játékok helyszínei
| Év   | Város       | Ország             | Megnyitó               | Dátum                     | Versenyszámok | Nemzetek | Versenyzők |
| ---- | ----------- | ------------------ | ---------------------- | ------------------------- | ------------- | -------- | ---------- |
| 1981 | Santa Clara | Egyesült Államok   | Kim Un-yong            | július 25. – augusztus 2. | 15 + 1        | 58       | 1400 kb.   |
| 1985 | London      | Egyesült Királyság | Charles Palmer         | július 25. – augusztus 4. | 20 + 1        | 51       | 1410       |
| 1989 | Karlsruhe   | Németország        | Juan Antonio Samaranch | július 20–30.             | 18 + 2        | 50       | 1359       |
| 1993 | Hága        | Hollandia          | Kevan Gosper           | július 21. – augusztus 1. | 21 + 4        | 67       | 2026       |
| 1997 | Lahti       | Finnország         | Juan Antonio Samaranch | augusztus 7–11.           | 20 + 6        | 60       | 2016       |
| 2001 | Akita       | Japán              | Toyama Atsuko          | augusztus 16–26.          | 22 + 5        | 80       | 2380       |
| 2005 | Duisburg    | Németország        | Otto Schily            | augusztus 14–24.          | 26 + 6        | 93       | 3149       |
| 2009 | Kaohsziung  | Tajvan             | Ma Jing-csiu           | augusztus 16–26.          | 25 + 5        | 84       | 2908       |
| 2013 | Cali        | Kolumbia           | Angelino Garzón        | július 25. – augusztus 4. | 26 + 4        | 91       | 3103       |
| 2017 | Wrocław     | Lengyelország      | Thomas Bach            | július 20–30.             | 27 + 4        | 102      | 3430       |
| 2022 | Birmingham  | Egyesült Államok   | Randall Woodfin        | augusztus 7–17.           | 30 + 5        | 108      | 3633       |
| 2025 | Csengtu     | Kína               |                        |                           |               |          |            |